# Mặc (họ)
Mặc (chữ Hán: 墨; bính âm: Mò) là một họ của người châu Á. Họ này cũng xuất hiện trong cuốn Bách gia tính ở vị trí 494.

## Người Trung Quốc họ Mặc nổi tiếng
- Mặc Địch: nhà triết học thời Chiến quốc, người đứng đầu phái Mặc gia.